# Fichtenberg (Mühlberg/Elbe)
Fichtenberg ist ein Ortsteil der amtsfreien Stadt Mühlberg im brandenburgischen Landkreis Elbe-Elster und liegt etwa 5 Kilometer südöstlich der Kernstadt. Fichtenberg hatte am 31. Dezember 2016 357 Einwohner. Der Ortsteil gliedert sich heute neben dem Kernort in die Gemeindeteile Borschütz, Gaitzsch und Schweditz. Im Jahr 2004 lebten in Borschütz 56, in Gaitzsch 8 und in Schweditz keine Einwohner.

## Geschichte

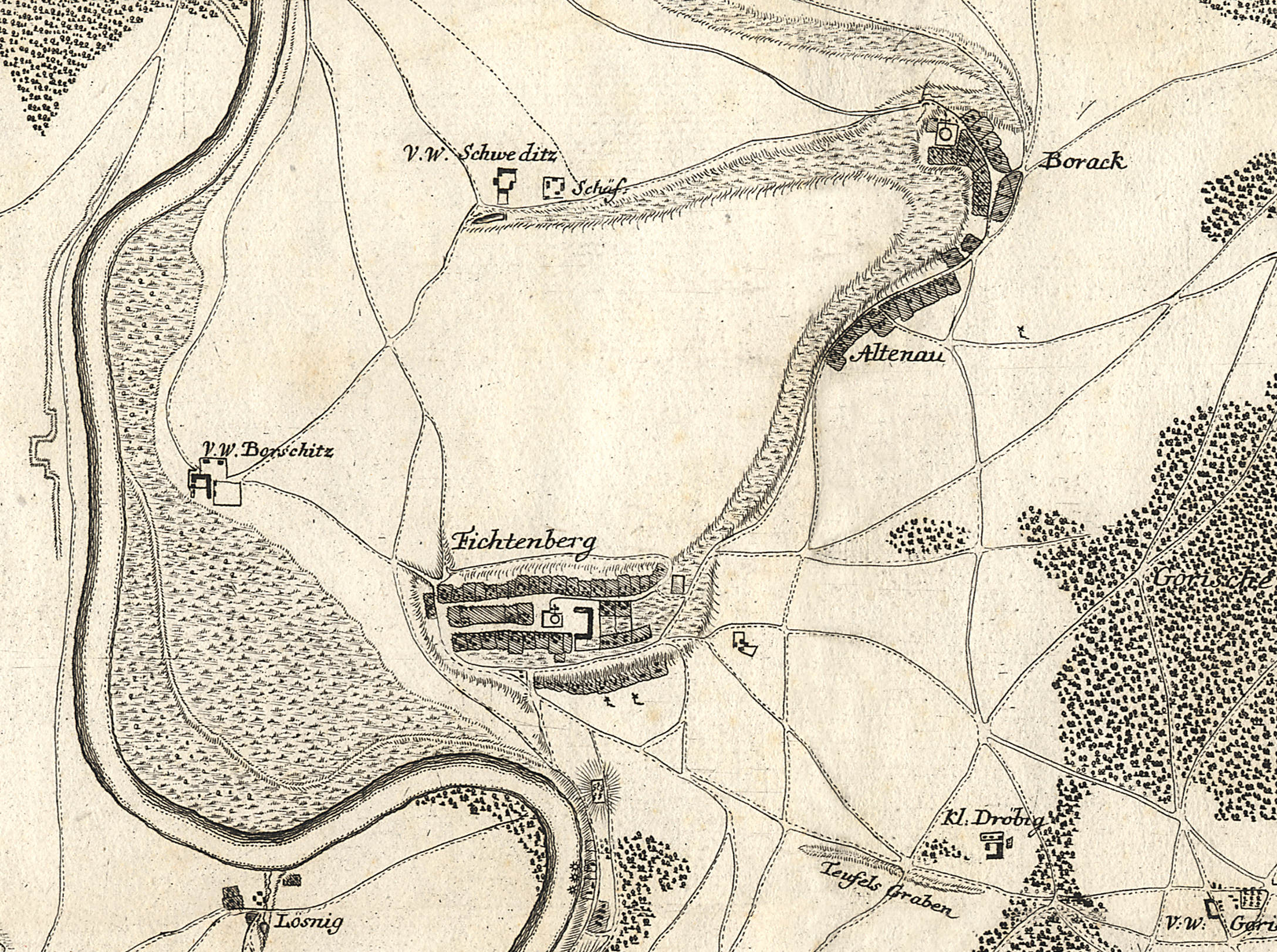
Fichtenberg in einer Cabinetskarte um 1762 von Isaak Jacob von Petri

Fichtenberg auf einer geschichtlichen Karte des Kreises Liebenwerda (1910).

1280 wurde der Ort als Vichtimberg (Ort am Berg, auf dem Fichten wachsen) erstmals in einer Urkunde erwähnt. Eine scheinbar ältere Urkunde von 1202 gilt heute als Fälschung.
1282 wird ein Heinrich von Vichtenberg erwähnt, vermutlich war aber Ulrich von Pack zu Mühlberg Herr von Fichtenberg. 1289 sicherte Bischof Withego zu Meißen dem Kloster Marienstern den von Ulrich von Pack gestifteten Zehnt zu. Der Meißner Burggraf Heinrich verkaufte 1389 den Zins eines Ackers bei Fichtenberg an den Meißner Domherren Rambold von Polentz. Heinrich Graf zum Hartenstein sicherte dem Kloster „Rezoa“ in Riesa einen Zins aus Fichtenberg zu. 1406 besaß das Geschlecht derer von Taupadel den Ort. Die Familie von Pflugk hatte 1547 einige Güter in ihrem Besitz. Im Jahre 1547 werden 39 besessene Mann erwähnt.  Bis 1550 gehörte Fichtenberg zum Amt Hayn und wurde dann an das Amt Mühlberg abgetreten. Jedoch behielt der Erbgrundherr weiterhin die Herrschaft über einen Teil des Ortes. Daher bestand er bis 1945 aus einem Gutsbezirk und einer Gemeinde. Bis 1540 war Fichtenberg ein selbstständiger Pfarrort, wurde dann aber mit Boragk vereinigt. Im Dreißigjährigen Krieg wurde bis 1648 nur ein Gut verwüstet. 1716 brannten 38 Häuser ab, 1808 überstand Fichtenberg ebenfalls einen größeren Brand.
1816 wurde Fichtenberg infolge der Ergebnisse des Wiener Kongresses Teil des preußischen Landkreises Liebenwerda.

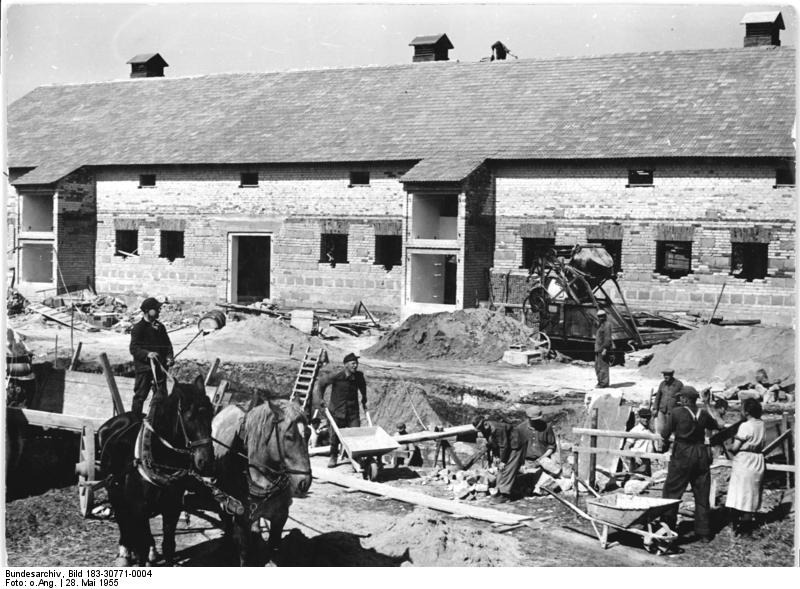
LPG „Frieden“ baut 1955 neue Ställe

Bis zur Mitte des 20. Jahrhunderts arbeiteten etwa ein Drittel der Bevölkerung in der Landwirtschaft und zwei Drittel in der Industrie, vorwiegend als Eisenwerksarbeiter in Riesa.
Aber auch Heimarbeit wurde als Nebenerwerb betrieben. Besonders war die Backschüsselflechterei aus Kiefernwurzeln verbreitet sowie die Arbeit in der  Backschüsselfabrik im Ort.
1816 hatte Fichtenberg 452 Einwohner, 1910 waren es dann 936 Einwohner.
Am 1. April 1974 wurden die Gemeinden Altenau und Fichtenberg zur neuen Gemeinde Fichtenberg-Altenau zusammengeschlossen. Am 1. Februar 1990 wurden beide Gemeinden wieder selbstständig. Zum 31. August 2001 schloss sich Fichtenberg mit Altenau, Brottewitz, Koßdorf, Martinskirchen und Mühlberg/Elbe zur neuen Stadt Mühlberg/Elbe zusammen und ist seither ein Ortsteil der Stadt Mühlberg/Elbe.

### Gemeindeteile von Fichtenberg
Ehemals selbstständige Orte sind die ehemaligen Güter Gaitzsch, Schweditz und Borschütz.
Gaitzsch (auch Gaitzschhäuser) wurde 1550 erstmals als Kaitschitz urkundlich erwähnt. Dem ursprünglichen Flurnamen liegen Verbindungen aus dem obersorbischen chójca bzw. niedersorbischen chójčka (Kiefer, Föhre) zugrunde, also auch Chvojnička (kleine Kiefern). Im deutschen wurde dies auch mit Haidehäuser übersetzt.
Wegen der Lage des Ortes unmittelbar an der Elbe wurde er regelmäßig überflutet. Deshalb wurde von 1847 bis 1862 für 46.145 Taler ein Damm von den Gaitzschhäusern bis Köttlitz errichtet. Diese Summe musste (abzüglich 300 Taler Staatszuschuß) von den in einem Deichverband organisierten Ortschaften Fichtenberg, Borschütz, Güldenstern, Mühlberg, Köttlitz und Boragk aufgebracht werden.
Von 1815 bis 1945 verlief die Grenze an der Elbe zwischen dem Königreich Sachsen und der preußischen Provinz Sachsen direkt neben dem Ort.
Das ehemalige Vorwerk Schweditz wurde 1251 erstmals urkundlich als Zvetiz erwähnt. Der heutige Ortsname hat sich aus dem Sorbischen entwickelt. Unklar ist die Bedeutung des ursprünglichen Flurnamens, vermutet wird Světici (Landleute oder Leute des Lichts), was dann später mit einem „r“ gesprochen zu Schwerz (Schwarz) umgedeutet wurde.
Das ehemalige Rittergut Borschütz wurde 1277 erstmals als Bursluwicz in einer Urkunde erwähnt. Der Ortsname bedeutet so viel wie Die Leute des Borisłav. Das Gut war um 1285 im Besitz des Klosters Marienstern in Mühlberg. 1550 wurde es Teil des Amtes Mühlberg und somit ein Kammergut und später auch Domäne. Das Vorwerk Schweditz war Teil von Borschütz. 1816 hatte Borschütz zusammen mit Schweditz 95 Einwohner, um 1910 waren es 114 Einwohner.

## Kultur und Sehenswürdigkeiten

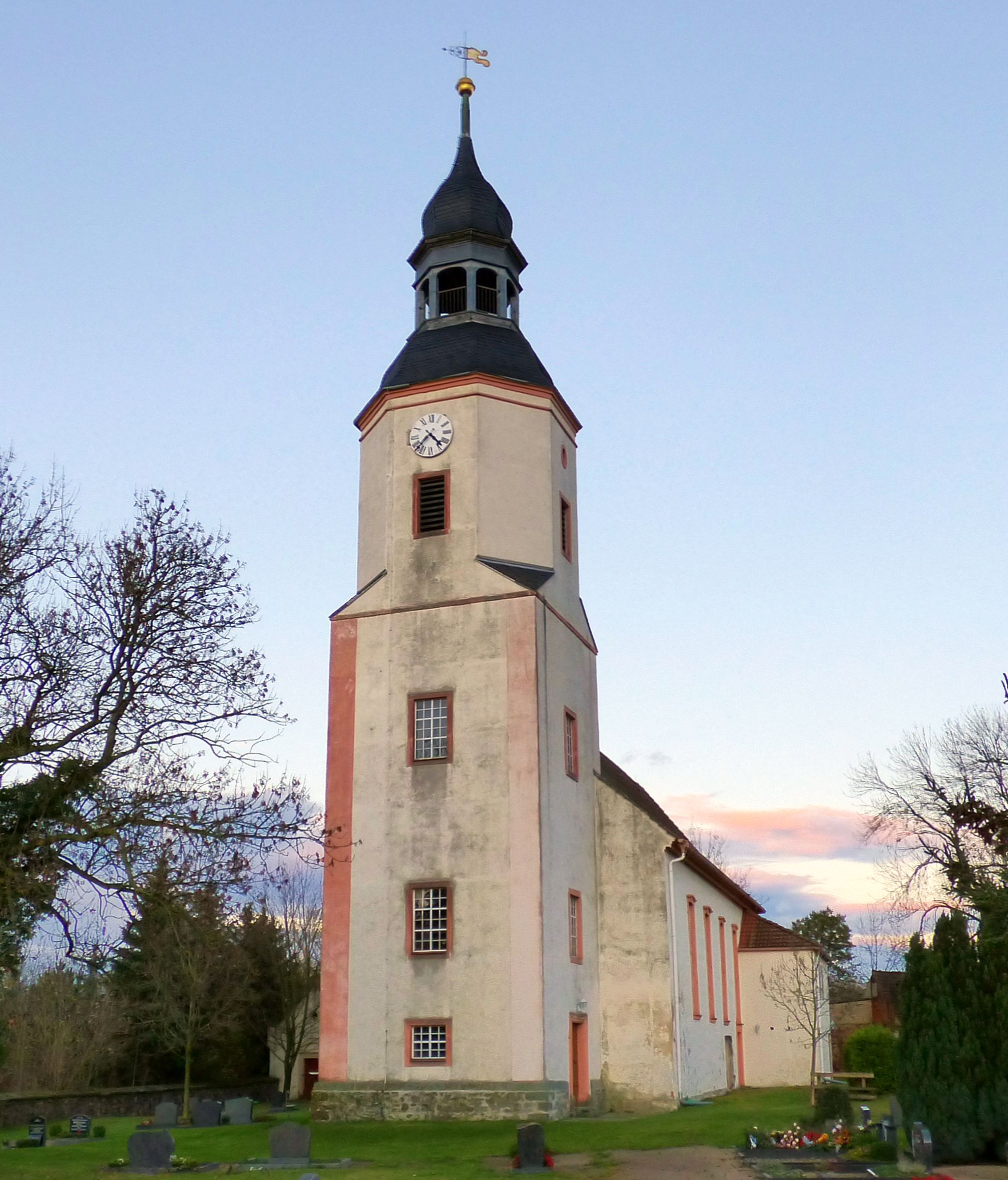
Dorfkirche Fichtenberg

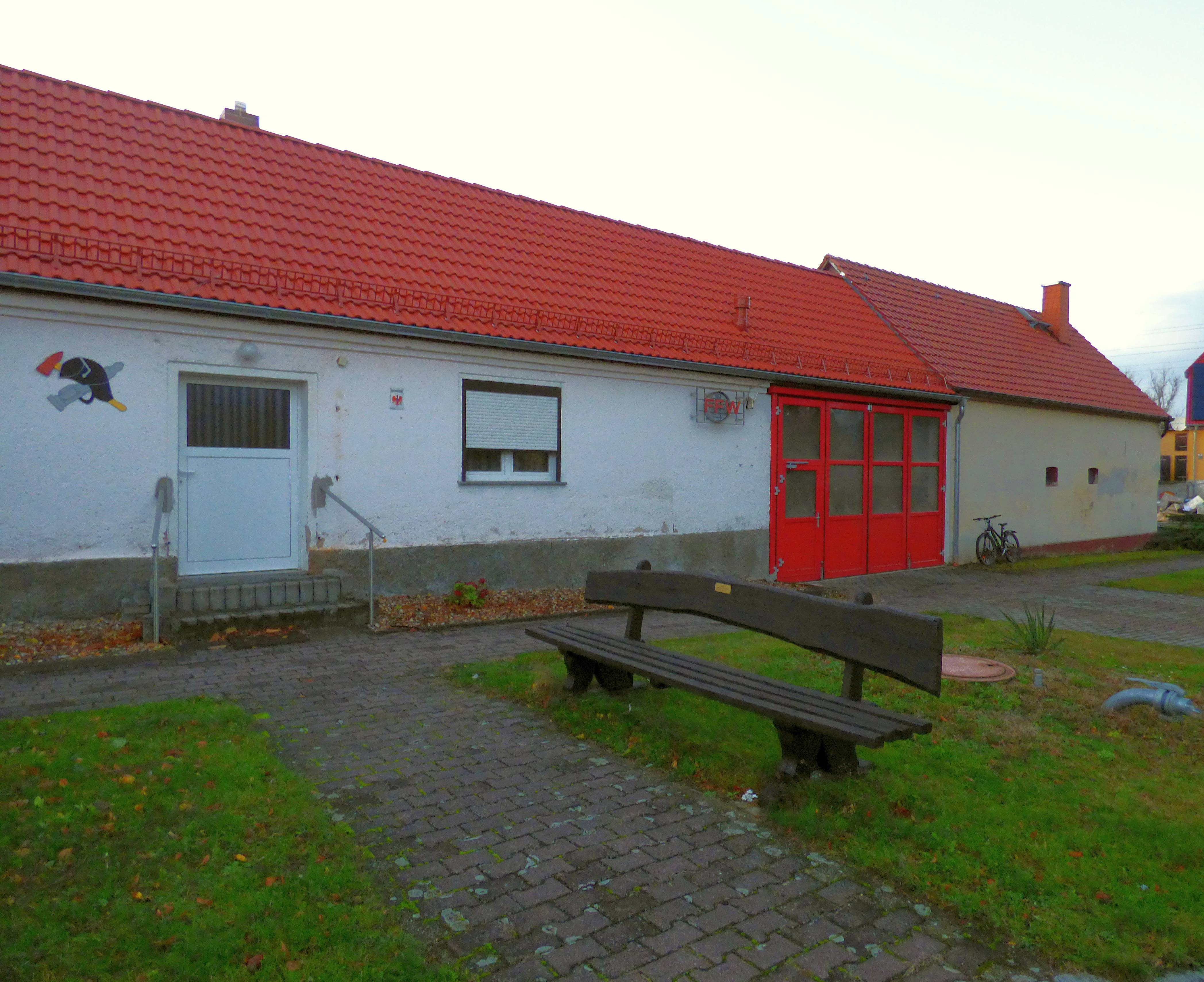
Feuerwehrhaus der Freiwilligen Feuerwehr Fichtenberg

### Bauwerke
Im Ortszentrum ist die am Anfang des 19. Jahrhunderts errichtete Dorfkirche von Fichtenberg mit einem sie umgebenden Friedhof zu finden. Entstanden ist sie unter Verwendung von Resten eines mittelalterlichen Vorgängerbaus. In ihrem Inneren sind unter anderem eine Hufeisenempore, einige Figuren eines mittelalterlichen Altars und eine klassizistische Taufe aus Bronzeguss zu finden. Die Kirche, die zwischen den Jahren 1986 und 1997 umfangreich restauriert wurde, steht inzwischen unter Denkmalschutz.
Weitere eingetragene Baudenkmäler sind eine Kumthalle in der Fichtenberger Schloßstraße 8 und ein Magazin mit Wohnhausanbau in Gaitzsch. Rechterhand des Haupteingangs zum Friedhof ist außerdem ein Gefallenendenkmal zur Erinnerung an die in den beiden Weltkriegen gefallenen Einwohner von Fichtenberg zu finden.
- In der Liste der Baudenkmale in Mühlberg/Elbe sind für Fichtenberg zwei Baudenkmale aufgeführt.

### Vereinsleben
In Fichtenberg gibt es einige aktive Vereine:
- Heimatverein Fichtenberg
- Musikverein Fichtenberg
- Schalmeienorchester des MSV Grün-Weiß Fichtenberg
- MSV Grün-Weiß Fichtenberg (Fußball)
- Freiwillige Feuerwehr Fichtenberg
- Jugendclub Fichtenberg/Elbe
- Deutsches Rotes Kreuz Ortsverein Fichtenberg/Elbe
- Kleingärtnerverein Fichtenberg/Elbe
- Fichtenberger Faschings-Freunde